# Abbaye de Val-Secret
L'abbaye de Val-Secret est une ancienne abbaye de prémontrés, située sur le territoire de la commune de Brasles dans le département de l'Aisne. Elle a été fondée en 1133, dans un vallon désert, à trois kilomètres N.-E-, vers l'extrémité du territoire communal près de Château-Thierry, en direction de Soissons, à proximité de l'ancienne voie romaine, devenue route départementale.

## Histoire

### Moyen Âge
Eudes II, comte de Champagne donne à  des chanoines séculiers une partie des biens de son château de Château-Thierry, sur les bords de la Marne, pour les besoins de leur service. Thibaut IV, comte de Champagne remet, en 1133, la collégiale de son château de Château-Thierry, à Lisiard, évêque de Soissons. Goslin ou Josselin son successeur y installe des religieux prémontrés dirigés par l’abbé Godefroy. En 1140, les religieux s'installent à Val-Secret, pour fuir l’agitation de la vie séculière tout en gardant le service de l’église comtale. L’abbé obtient en 1142 une confirmation, du pape Innocent II. Thibaut défend dans une charte de 1152 de bâtir aucune habitation ou grange à proximité du monastère. 
En 1169, le pape Alexandre III se plaint que l'abbé de Saint-Victor laisse se relâcher la discipline dans sa maison et charge Guillaume aux Blanches Mains, archevêque de Sens, Étienne de la Chapelle, évêque de Meaux et Nicolas, abbé de Val-Secret, « de sonder la plaie et d'y apporter remède ».
En 1181, une bulle du pape Lucien III consacre l'abbaye du Val Secret.
En 1202, une charte de Jean de Montmirail cite un établissement de charité fondé à Paris, en faveur de l'abbaye du Val-Secret.
Au début du XIIIe siècle, Blanche d’Artois, nièce de Saint-Louis, fonde le collège de Château-Thierry et confie sa surveillance à l’abbé de Val-Secret. 
L'abbaye est à l’origine de la création des abbayes de Dilo, d’Hermières et de Chambrefontaine.

### Epoque moderne
En 1638 Claude Létendart de Bully est nommé par Louis XIII à la tête de l’établissement. Il revêt l’habit de chanoine régulier de Prémontré sans faire de vœux. Il s’attache à subvenir aux dépenses de réparations considérables à faire sur les bâtiments et contracte d’importantes dettes. Son abbatiat est marqué par les nombreux procès qui l’opposent aux moines. À son décès, en 1681, la commende est officiellement instituée à Val-Secret en la personne de Léonard Hennequin. Ce dernier s’engage en recevant sa charge à effectuer sur sa fortune personnelle les travaux de restauration. Il fait démolir le bâtiment qui abrite le réfectoire des religieux, la cuisine, le chapitre et la sacristie au rez-de-chaussée et au premier étage le dortoir et l’infirmerie pour édifier à sa place un nouveau corps de logis, achevé en 1688. 
Possédant depuis la création du collège de Château-Thierry, le titre de grand écolâtre, l’abbé peut prévaloir à la nomination de ses régents. Mais en 1720 ce droit est contesté par les échevins de Château-Thierry. Un accord est passé entre l’abbaye et la ville en 1721 par lequel il est convenu que la nomination du régent appartiendra aux échevins et aux gouverneurs et que l’abbé lui délivrera ses provisions. Les travaux de restauration commencés par l’abbé Hennequin, qui prévoyait de faire également reconstruire l’aile méridionale de l’abbaye, complètement ruinée, une galerie du cloître et le logis abbatial sont interrompus par manque d’argent et ne reprennent qu’en 1765. Une aile en retour du corps de logis construit par Hennequin est élevée pour accueillir des pièces utilitaires et des chambres d’hôtes. Rien n’affirme que le logis abbatial ait été construit.
Certains affirment que la maison dénommée La Folie l'Abbé, propriété du Val-Secret, dans l'enclos de vignes au-dessous du jardin du couvent de l'abbaye Notre-Dame de La Barre, était un lieu de rendez-vous, qui aurait abrité les amours clandestines du prieur prémontré et de l'abbesse de La Barre ; La Fontaine se serait inspiré de ces rencontres sentimentales à l'intérieur même du monastère pour écrire son conte Les Lunettes. La conduite hasardeuse de l'abbesse de La Barre a peut être suggéré au fabuliste ce conte grivois.

### Epoque contemporaine

#### L'abbaye bien national
À la Révolution française, l’abbaye n’abrite plus qu’une dizaine de religieux. Le 13 février 1790, l'Assemblée constituante prononce l'abolition des vœux monastiques et la suppression des congrégations religieuses. L'abbaye est fermée. Les moines quittent leur abbaye vers la fin de l'année. L’inventaire de ses biens est dressé les 23 et 24 avril 1790 et révèle une bibliothèque contenant 1780 ouvrages imprimés. L'abbaye est mise en vente, comme bien national, le 21 avril 1791.

#### XIXe et XXe siècles
Les bâtiments sont détruits durant le XIXe siècle ainsi que l’abbatiale dont il restait encore des traces en 1840. A la fin du XIXe siècle, lors de la construction de la ligne de chemin de fer de Château-Thierry à La Ferté-Milon, les ruines de l’abbaye furent vendues et servirent de carrière de matériaux pour la construction d'un tunnel toujours visible du chemin de fer désaffecté en 1964.
Il ne reste plus aujourd’hui de trace visible du monastère. Subsiste cependant le bâtiment de l'ancienne grange abbatiale transformée en restaurant. Subsistent aussi les travaux hydrauliques de drainage, les différentes étangs.

## Abbés
D'après la Gallia Christiana. 

### Abbés séculiers
- ~1087 : Dudon : abbé de Château-Thierry.
- ~1132 : Hugues, abbé de Château-Thierry.

### Abbés réguliers
- 1133 : Godefroy, d'origine allemande, disciple de Saint-Norbert, il est le premier abbé des Prémontrés.
- ~1166 : Dodon
- ~1169 : Nicolas[3]
- 1171 : Odon devient  général de l'ordre de Prémontré en 1171.
- 1174-1183 : Jean I, permute avec Jean, prieur de Coincy, en 1183.
- 1188-1189, 1192-1200 : Robert I, devient  général de l'ordre de Prémontré en 1189, reprend sa place à Val-Secret en 1192, qu'il quitte en 1200
- Isambard
- 1210-1217 : Pierre, chanoine d'Orchie de Braîne, transféré à Cuissy en 1217.
- 1217-1220 : Conrad, venant de l'Abbaye de Weissenau, passe en 1220 à Prémontré.
- ~1220 : Jean II
- ~1224 : Herbert
- ~1231 : Pierre II
- ~1233 : Jean III
- ~1235 : Ingelran
- ~1239 :  Evermond
- ~1244 : Pierre III
- ~1247, 1251 : Jean IV
- ~1258 : Pierre IV
- ~1279 : Ricard
- ~1284 : Nicolas
- ~1330 : Jean VI
- ~1352 : Philippe d'Epernay
- ~1376-~1398 : Beaudouin I ou Beaudouin II
- ~1410 : Jean VII
- ~1420 : Herbert Romel
- ~1460 Pierre VI Roussel
- ~1468 : Jean VIII Camus ou de Royon
- ~1476 : Pierre VI Merdel
- ~1494 : Jean IX Michon
- ~1513 : Benoit de Corbie
- ~1557 : Pierre VII des Lions, docteur en théologie
- ~1564 : François I de Rong
- ~1572-1613 : François II de Longpré devint en même temps  abbé de Prémontré en 1596
- 1613-1638 : Jacques Chastelain
- 1638-1681 : Claude Létendart de Bully (†1681)

### Abbés commendataires
- 1680-1735 : Louis Léonard ou Leonor, Hennequin de Charmont (•1670-†1735), fils aîné de Louis-François Hennequin, procureur général au Grand Châtelet, et de Marie-Marguerite L'Hoste de Beaulieu, docteur de la faculté de Paris, premier abbé commendataire.
- 1735 : Alexandre Milon de Mesme, évêque de Valence[7]
- 1737 : Henri-Gabriel Leclerc ou le Clerc (1712-†1791)[8]
- ~1741-1770 : D. Sutil [9]

## Prieurs
Le prieur est le moine choisi par l'abbé pour le seconder : on parle alors de prieur claustral, ou de grand-vicaire, numéro deux d'une abbaye. Le prieur, depuis la mise en commende, est le véritable chef du monastère.
- François Maillefer, emprisonné à la Bastille le 20 janvier 1700[10] accusé à tort par un autre ecclésiastique, le père Gilliard, de sodomie et d'avoir voulu empoisonner le Roi.

## Droit de patronage et dîmage
L'abbaye a le droit d'élire et de pourvoir aux cures des églises dont elle est patron, de prêtres qu'elle présente à l'ordination de l'évêque diocésain. C'est le droit de patronage, de présentation à l’évêque et de nomination d'un desservant aux églises ou cures (paroisses) où elle percevait les grosses dîmes : Corribert, Mareuil, Bézu, Lucy, Le Charmel, Bézu-Saint-Germain, Bouresches,  Lusancy, la cure de Notre-Dame du Château, les religieux du Val Secret étant chapelains du château de Château-Thierry.
Les dîmes de Lucy sont à l'origine de contestations nombreuses entre la Charmoye et l'abbaye de Val-Secret. Le desservant religieux de Lucy et du Baizil prétendait lever les dîmes des paroisses qu'il desservait. En 1279, une première transaction intervient entre Val-Secret et la Charmoye à propos du droit sur ces dîmes. Mais la querelle reprend toujours, de 1528 à 1696, il n'y eut pas moins de dix sentences rendues condamnant Val-Secret à verser par an 9 boisseaux de grains à la Charmoye et celle-ci à payer 200 livres par an au religieux de Val-Secret qui dessert Lucy .
L'abbé de Val Secret conserverait le droit de collation avec le titre d'écolâtre sur le collège de Château-Thierry. La ville payait en outre une rente annuelle.

## Patrimoine foncier
En 1231,  le chapitre de Saint-Gervais de Soissons cede aux religieux de Val Secret de tous les droits qu'il avait à Blesmes moyennant certaines redevances à prendre sur leurs terres de Château-Thierry.
Jeanne Ire de Navarre fait une donation, confirmée en 1304, par Philippe Le Bel, de la terre de Givry, dépendance de Chateau-Thierry,.
Les religieux possédaient encore, du don des seigneurs de Château-Thierry, une maison de la ville, au haut de la rue du Crochet et donnant sur la halle et le marché, nommée Hôtel de la Pie, pour leur servir de logement lorsqu'ils viendraient à Château-Thierry, et sans doute aussi de refuge en temps de guerre (refuge de paix ou metz). En 1394 l’abbaye vend son refuge de Château-Thierry à la ville.
En 1791, la publication des biens à vendre comme biens nationaux indique : La maison conventuelle du Val-Secret, avec la maison abbatiale estimés 15,000 livres ; La ferme nommée Farsoi, située sur la paroisse de Saint Crespin-de-Chaurry. Une autre ferme, appelée la Sasseries, paroisse de Brasles, une autre ferme, appelée la Goutiere, paroisse de Besu-Saint-Germain, La ferme appelée Paupin, paroisse de Brasles, Le moulin des Couverts, paroisse de Verdilly, et plusieurs lots de terre sur différentes enchères.